# Caravaggio (Bèrgam)
Caravaggio (també conegut com a Careàs) és un poble de 14.112 habitants (2001), de 	32 km² i situat a la província de Bèrgam a la regió de Llombardia a Itàlia.
La població és coneguda pel seu santuari, Nostra Signora di Caravaggio, construït després de l'esdeveniment del 26 de maig 1432. Es diu que Giannetta una jove que recollia herba al camp quan Maria, la mare de Jesús, va aparèixer davant la noia. Com a senyal de l'aparició, una font va començar a brollar. Aquesta aigua va portar molts efectes beneficiosos per la població, i el Santuari està construït damunt la font, actualment és visitat anualment per milers de pelegrins que van cap allà per a beure de l'aigua sagrada.
Aquesta vila va donar nom al pintor Caravaggio, que hi va néixer el 29 de setembre de 1571.

## Persones il·lustres
- Caravaggio (1571-1610), pintor.

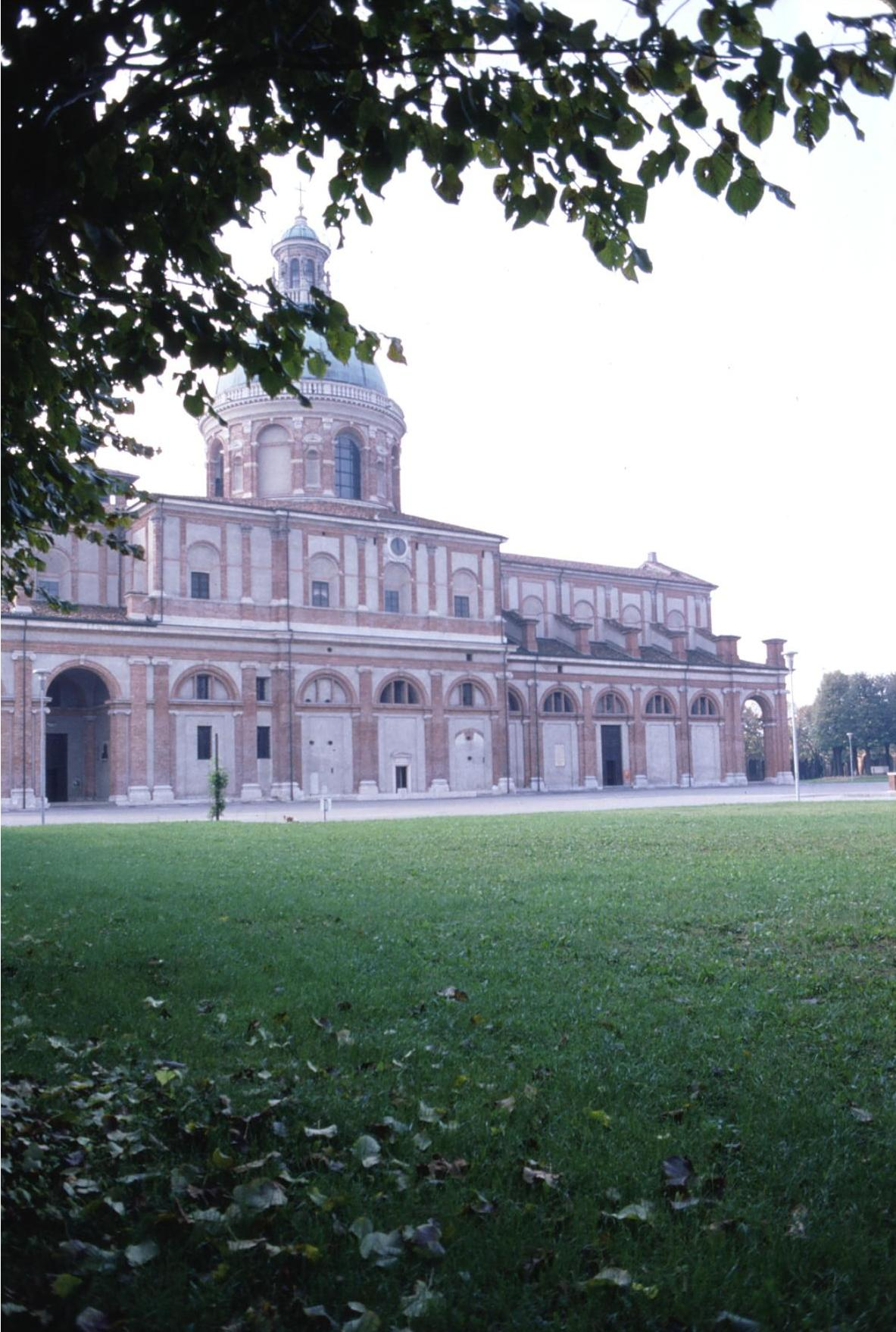
Santuari de Caravaggio

- Luigi Cavenaghi (1844-1918), pintor i restaurador.